# Alexandru Leu
Alexandru Leu (Ialoveni, 4 maggio 1991) è un ex calciatore moldavo, di ruolo difensore.

## Carriera

### Club
In carriera ha giocato complessivamente 91 presenze nella prima divisione moldava e 3 partite nella prima divisione nordirlandese.

### Nazionale
Con la Nazionale Under-21 ha giocato 3 partite di qualificazione agli Europei di categoria.
Il 7 giugno 2014 esordisce con la nazionale maggiore nell'amichevole Camerun-Moldavia (1-0).